# ویلهلم، ولیعهد آلمان
ویلهلم پروس (آلمانی: Kronprinz Wilhelm von Preußen؛ زاده ۶ مهٔ ۱۸۸۲ – درگذشته ۲۰ ژوئیهٔ ۱۹۵۱) فرزند ارشد ویلهلم دوم و آخرین ولیعهد امپراتوری آلمان بود.